# Breuches
Breuches [bʁœʃ] ist eine Gemeinde im französischen Département Haute-Saône in der Region Bourgogne-Franche-Comté.

## Geographie
Breuches liegt auf einer Höhe von 259 m über dem Meeresspiegel, fünf Kilometer westsüdwestlich von Luxeuil-les-Bains und etwa 24 Kilometer nordöstlich der Stadt Vesoul (Luftlinie). Das Dorf erstreckt sich im nördlichen Teil des Départements, in der Ebene von Luxeuil westlich der Vogesen, südlich des Flusslaufs des Breuchin.
Die Fläche des 9,12 km² großen Gemeindegebiets umfasst einen Abschnitt der Ebene von Luxeuil. Von Osten nach Westen wird das Gebiet vom Breuchin durchflossen, der mehrere Windungen zeichnet. Die Alluvialebene liegt durchschnittlich auf 255 m und wird überwiegend landwirtschaftlich genutzt. Östlich des Dorfes befinden sich mehrere Weiher. Nach Westen erstreckt sich das Gemeindeareal bis zum Flusslauf der Lanterne am Fuß des Mont Marot. Nördlich von Breuches erhebt sich der dicht bewaldete Höhenrücken des Waldgebietes Forêt des Sept-Chevaux. Er wird durch die Tälchen verschiedener kurzer Seitenbäche des Breuchin untergliedert. Mit 312 m wird hier die höchste Erhebung von Breuches erreicht. Der Rücken besteht teils aus kalkigen und sandig-mergeligen Sedimenten der Lias (Unterjura), teils treten auch Buntsandstein der unteren Trias und das kristalline Grundgebirge zutage.
Zu Breuches gehört die Siedlung Les Buissons (262 m) nördlich des Breuchin am Rand des Waldgebietes Forêt des Sept-Chevaux. Nachbargemeinden von Breuches sind Hautevelle im Norden, Luxeuil-les-Bains und Saint-Sauveur im Osten, Baudoncourt und Éhuns im Süden sowie Villers-lès-Luxeuil, Sainte-Marie-en-Chaux und Ormoiche im Westen.

## Geschichte
Im Mittelalter gehörte Breuches zur Freigrafschaft Burgund und darin zum Gebiet des Bailliage d’Amont. Die lokale Herrschaft hatte seit 1265 das Kloster Luxeuil inne. Zusammen mit der Franche-Comté gelangte das Dorf mit dem Frieden von Nimwegen 1678 definitiv an Frankreich. Heute ist Breuches Mitglied des 13 Ortschaften umfassenden Gemeindeverbandes Communauté de communes du Pays de Luxeuil.

## Sehenswürdigkeiten

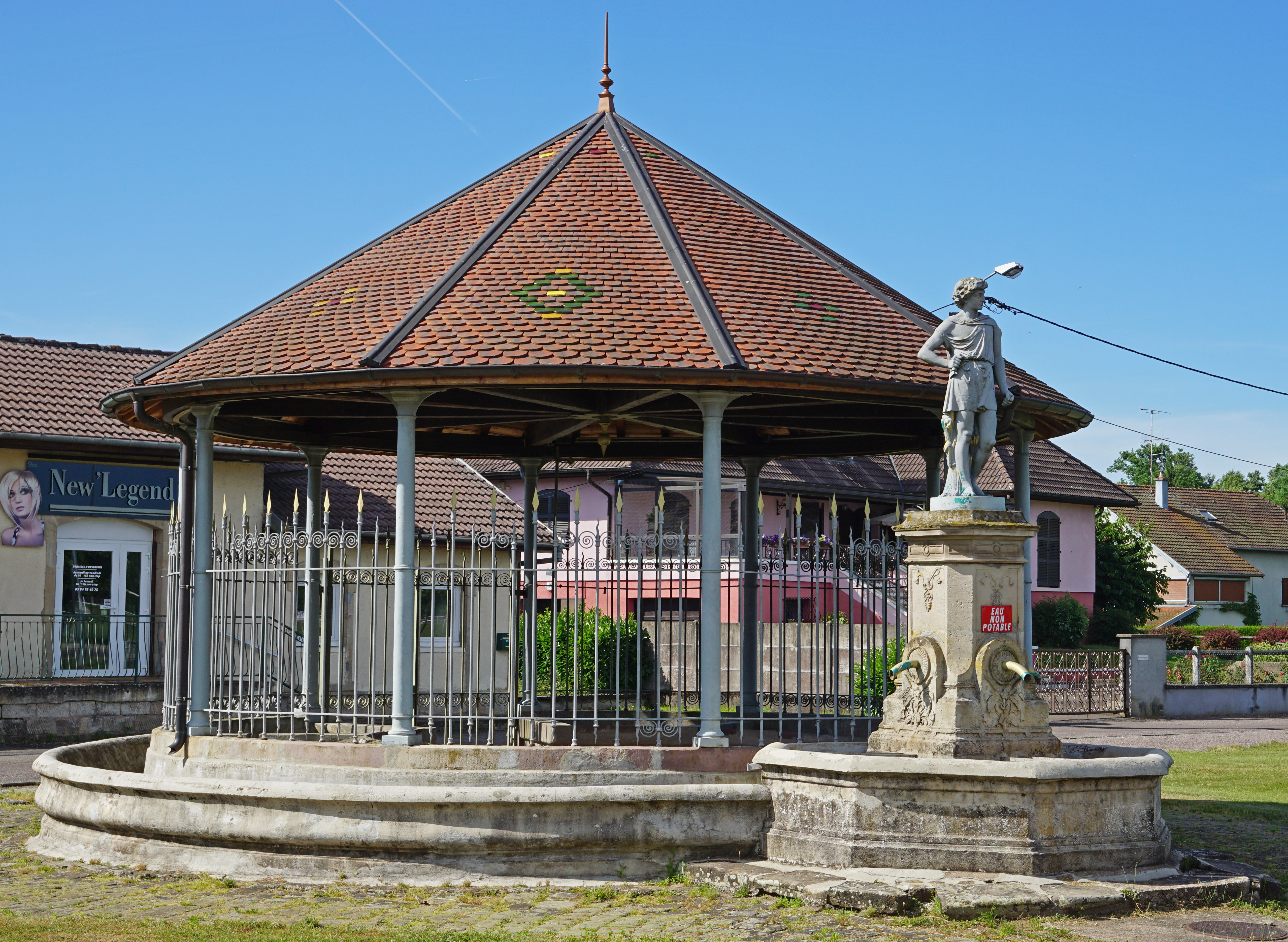
Waschhaus

Die Dorfkirche von Breuches (Église de l'Assomption) wurde im 19. Jahrhundert neu erbaut. Sie beherbergt eine von der italienischen Schule im 16. Jahrhundert angefertigte Marienstatue aus Marmor. Ein Kreuz ist auf das Jahr 1726 datiert. Östlich des Ortes in einem Park steht das Schloss, das Mitte des 19. Jahrhunderts errichtet wurde und in dem heute ein medizinisch-pädagogisches Institut untergebracht ist. Zu den weiteren Sehenswürdigkeiten zählt ein Rundbrunnen (1876 bis 1877) mit Metalldach und Statue.

## Bevölkerung
| Jahr                       | 1962 | 1968 | 1975 | 1982 | 1990 | 1999 | 2006 |
| Einwohner                  | 777  | 728  | 862  | 932  | 859  | 751  | 782  |
| Quellen: Cassini und INSEE |      |      |      |      |      |      |      |

Mit 643 Einwohnern (1. Januar 2022) gehört Breuches zu den mittelgroßen Gemeinden des Département Haute-Saône. Nachdem die Einwohnerzahl in der ersten Hälfte des 20. Jahrhunderts deutlich abgenommen hatte (1881 wurden noch 1176 Personen gezählt), wurde während der 1970er Jahre wieder ein Bevölkerungswachstum verzeichnet. Seit Beginn der 1980er Jahre ist der Trend jedoch erneut rückläufig.

## Wirtschaft und Infrastruktur
Breuches war lange Zeit ein vorwiegend durch die Landwirtschaft (Ackerbau, Obstbau und Viehzucht) und die Forstwirtschaft geprägtes Dorf. Heute gibt es verschiedene Betriebe des Klein- und Mittelgewerbes, vor allem in den Branchen Nahrungsmittelindustrie (Fleischverarbeitung), Holzverarbeitung, Feinmechanik und Textilindustrie. In den letzten Jahrzehnten hat sich das Dorf auch zu einer Wohngemeinde gewandelt. Viele Erwerbstätige sind deshalb Wegpendler, die in den größeren Ortschaften der Umgebung ihrer Arbeit nachgehen. Ein Teil der Pistenanlagen des Militärflugplatzes Aérodrome de Luxeuil-Saint-Sauveur befindet sich auf dem Gemeindegebiet von Breuches.
Die Ortschaft liegt abseits der größeren Durchgangsachsen an einer Departementsstraße, die von Luxeuil-les-Bains nach Faverney führt. Weitere Straßenverbindungen bestehen mit Saint-Sauveur und Conflans-sur-Lanterne.
Abelcourt |
Adelans-et-le-Val-de-Bithaine |
Aillevans |
Aillevillers-et-Lyaumont |
Ailloncourt |
Ainvelle |
Alaincourt |
Amage |
Ambiévillers |
Amblans-et-Velotte |
Amont-et-Effreney |
Andornay |
Anjeux |
Arpenans |
Athesans-Étroitefontaine |
Autrey-le-Vay |
Bassigney |
Baudoncourt |
Belfahy |
Belles-Fontaines |
Belmont |
Belonchamp |
Belverne |
Betoncourt-lès-Brotte |
Betoncourt-Saint-Pancras |
Beulotte-Saint-Laurent |
Beveuge |
Bouhans-lès-Lure |
Bouligney |
Breuches |
Breuchotte |
Brevilliers |
Briaucourt |
Brotte-lès-Luxeuil |
Chagey |
Châlonvillars |
Champagney |
Champey |
Châteney |
Châtenois |
Chavanne |
Chenebier |
Citers |
Clairegoutte |
Coisevaux |
Conflans-sur-Lanterne |
Corbenay |
Corravillers |
Courmont |
Couthenans |
Crevans-et-la-Chapelle-lès-Granges |
Creveney |
Cuve |
Dambenoît-lès-Colombe |
Dampierre-lès-Conflans |
Dampvalley-Saint-Pancras |
Demangevelle |
Échavanne |
Échenans-sous-Mont-Vaudois |
Écromagny |
Éhuns |
Errevet |
Esboz-Brest |
Esmoulières |
Esprels |
Étobon |
Fallon |
Faucogney-et-la-Mer |
Faymont |
Fleurey-lès-Saint-Loup |
Fontaine-lès-Luxeuil |
Fontenois-la-Ville |
Fougerolles-Saint-Valbert |
Frahier-et-Chatebier |
Francalmont |
Franchevelle |
Frédéric-Fontaine |
Fresse |
Froideconche |
Froideterre |
Frotey-lès-Lure |
Genevreuille |
Genevrey |
Girefontaine |
Gouhenans |
Grammont |
Granges-la-Ville |
Granges-le-Bourg |
Haut-du-Them-Château-Lambert |
Hautevelle |
Héricourt |
Hurecourt |
Jasney |
La Basse-Vaivre |
La Bruyère |
La Chapelle-lès-Luxeuil |
La Corbière |
La Côte |
La Creuse |
La Lanterne-et-les-Armonts |
La Longine |
La Montagne |
La Neuvelle-lès-Lure |
Lantenot |
La Pisseure |
La Proiselière-et-Langle |
La Rosière |
La Vaivre |
La Vergenne |
La Villedieu-en-Fontenette |
La Voivre |
Les Aynans |
Les Fessey |
Les Magny |
Le Val-de-Gouhenans |
Linexert |
Lomont |
Longevelle |
Lure |
Luxeuil-les-Bains |
Luze |
Lyoffans |
Magnivray |
Magnoncourt |
Magny-Danigon |
Magny-Jobert |
Magny-Vernois |
Mailleroncourt-Charette |
Mailleroncourt-Saint-Pancras |
Malbouhans |
Mandrevillars |
Marast |
Mélecey |
Melincourt |
Mélisey |
Meurcourt |
Mignavillers |
Moffans-et-Vacheresse |
Moimay |
Mollans |
Montdoré |
Montessaux |
Oppenans |
Oricourt |
Ormoiche |
Palante |
Passavant-la-Rochère |
Plainemont |
Plancher-Bas |
Plancher-les-Mines |
Pomoy |
Pont-du-Bois |
Pont-sur-l’Ognon |
Quers |
Raddon-et-Chapendu |
Rignovelle |
Ronchamp |
Roye |
Saint-Barthélemy |
Saint-Bresson |
Sainte-Marie-en-Chanois |
Sainte-Marie-en-Chaux |
Saint-Ferjeux |
Saint-Germain |
Saint-Loup-sur-Semouse |
Saint-Sauveur |
Saint-Sulpice |
Saulnot |
Saulx |
Secenans |
Selles |
Senargent-Mignafans |
Servance-Miellin |
Servigney |
Ternuay-Melay-et-Saint-Hilaire |
Trémoins |
Vauvillers |
Velleminfroy |
Velorcey |
Verlans |
Villafans |
Villargent |
Villersexel |
Villers-la-Ville |
Villers-lès-Luxeuil |
Villers-sur-Saulnot |
Visoncourt |
Vouhenans |
Vyans-le-Val |
Vy-lès-Lure